# Belliou la Fumée
Belliou la Fumée (titre original : Smoke Bellew) est un recueil de nouvelles américain de Jack London publié aux États-Unis en 1912. En France, il a paru pour la première fois en 1929.

## Historique
En octobre 1912, Jack London fait paraître son dernier recueil de nouvelles consacré au Klondike. Le personnage principal de toutes ces nouvelles est le jeune Smoke Bellew.

## Les nouvelles
L'édition de  The Century Co d'octobre 1912 comprend douze nouvelles:
- Le Goût de la viande (The Taste of the Meat)
- La Viande (The Meat)
- La Ruée à la rivière de la Squaw (The Stampede to Squaw Creek)
- Le Rêve du courtaud (Shorty Dreams)
- L'Homme sur l'autre rive (The Man on the Other Bank)
- La Course pour le numéro un (The Race for Number Three ou The Race for Number One)
- Le Petit Homme (The Little Man)
- La Pendaison de Cultus George (The Hanging of Cultus George)
- Un rebut de la Création (The Mistake of Creation)
- La Rafle des œufs (A Flutter in Eggs)
- Le Lotissement de Tra-Lee (The Town-Site of Tra-Lee)
- La Merveille de la Femme (Wonder of Woman)

## Éditions

### Éditions en anglais
- Smoke Bellew, un volume chez  The Century Co, New York, octobre 1912.

### Traductions en français
- Béliou-la-Fumée, traduit par Louis Postif, in L’Intransigeant, en feuilleton du 28 juin au 31 août 1923[2].
- Béliou-la-Fumée, traduit par Louis Postif, in Journal des voyages, en feuilleton du 19 avril au 1er novembre 1928.
- Belliou-la-Fumée, traduit par Louis Postif, 6 premières nouvelles en un volume, Paris, G. Crès & Cie, coll. « Aventures », février 1929.
- Belliou et le Courtaud, traduit par Louis Postif, 6 dernières nouvelles en un volume, Paris, G. Crès & Cie, coll. « Aventures », août 1929.
- Belliou-la-Fumée, traduit par Louis Postif, 6 premières nouvelles en un volume, Paris, Librairie Hachette, 1941.
- Belliou-la-Fumée, traduit par Louis Postif, les 12 nouvelles en un volume, Paris, coll. «10-18», février 1982.
- Belliou la Fumée, traduit par Louis Postif, les 12 nouvelles en un volume augmenté d'un cahier "entracte" éducatif, Pocket Junior, 1996.

### Adaptation cinématographique
Le téléfilm La Fumée et le Bébé (en russe : Смок и Малыш) réalisé en 1975 par Raimondas Vabalas est diffusé le 23 mars 1976 à Vilnius et à Moscou.

## Sources
- « Bibliographie de Jack London », sur jack-london.fr (consulté le 24 décembre 2023)